# Juan Bautista Avalle-Arce
Juan Bautista Avalle-Arce (Buenos Aires, 13 de mayo de 1927-Pamplona, Navarra, 25 de diciembre de 2009) fue un filólogo y crítico literario argentino, que destacó fundamentalmente como cervantista y especialista en la obra de Lope de Vega.

## Biografía
Nació en Buenos Aires, Argentina, hijo de españoles de ascendencia gallega y vasca. A los ocho años ingresó en el internado de St. Andrews de Escocia; leyó el Quijote por primera vez entonces; al volver a Argentina estudió con Raimundo Lida y con el profesor navarro Amado Alonso, al que le unió gran amistad; siguió a este último a la Universidad de Harvard, donde se doctoró en 1955 con una tesis sobre la evolución de la novela pastoril.
Aunque quiso marchar a España a trabajar, el franquismo no reconocía doctorados extranjeros y tuvo que iniciar su vida académica en Estados Unidos, donde permaneció casi medio siglo sin llegar a adquirir la nacionalidad. Enseñó en la Ohio State University, en donde trabajó de 1955 a 1960; en el Smith College, desde el año 1961 al 1969; en la University of North Carolina at Chapel Hill, de 1969 a 1984 y en la Universidad de California en Santa Bárbara desde 1984, donde fundó y fue titular de la cátedra de estudios vascos José Miguel de Barandiarán hasta que se jubiló en 2003. Se casó tres veces; su primera esposa, con quien tuvo tres hijos, se suicidó el día que su divorcio fue finalizado; con la segunda, Diane Pamp, tuvo dos. Marchó a recuperar sus orígenes viviendo con su tercera mujer, la navarra Begoña Azcona Larumbe, y su biblioteca en Enériz, su pequeño pueblo navarro donde pasó sus años postrimeros. Su última obra publicada fue Las novelas y sus narradores (2006). Fue miembro de la Hispanic Society of America, de la Academia Argentina de Letras, de la Real Academia de Buenas Letras de Barcelona y de la Academy of Literary Studies (USA). Fue uno de los creadores de la American Society of Basque Studies.
Fue doctor honoris causa por la Universidad de Castilla-La Mancha (1992). Publicó cincuenta libros y más de trescientos artículos. Recibió premios de la Fundación Guggenheim, ACLS, American Philosophical Society, National Endowment for the Humanities (NEH Senior Fellow, Universidad Interamericana, Puerto Rico, 1993), el Premio Bonsoms (Barcelona) y el Premio del Centro Gallego.
Fue en especial un destacado cervantista y lopista; entre sus áreas preferidas estuvieron la novela pastoril, el Prerrenacimiento y los Siglos de Oro. Realizó ediciones de: Don Quijote (1979), las Novelas Ejemplares (1990), Los trabajos de Persiles y Sigismunda (1969), los Ocho entremeses (1970)  y La Galatea (1961) de Cervantes; de El peregrino en su patria (1973) y Las hazañas del segundo David: auto sacramental autógrafo y desconocido (1985) de Lope de Vega; de Amadís de Gaula (1984, 1991 y 2008) de Garci Rodríguez de Montalvo; y del Sumario de la natural historia de las Indias (1963), Las memorias (1974) y las Batallas y quinquagenas de Gonzalo Fernández de Oviedo (1989), así como prácticamente toda la obra de Jorge de Montemayor, y otros trabajos.

## Obras

### Libros
- Conocimiento y vida en Cervantes, Buenos Aires: Instituto de Filología Hispánica, Facultad de Filosofía y Letras, Universidad de Buenos Aires, 1959.
- Deslindes cervantinos, Madrid: Edhigar, 1961.
- Perfil ideológico del Inca Garcilaso, Santiago: Ed. Universitaria, 1963.
- Tres comienzos de novela Madrid; Palma de Mallorca: [s.n.], 1965.
- El cronista Pedro de Escavias. Una vida del siglo XV, Chapel Hill: University of North Carolina Press, 1972.
- Las memorias de Gonzalo Fernández de Oviedo, 1974.
- La novela pastoril española, 1974.
- Temas hispánicos medievales. Literatura e historia., 1975.
- Nuevos deslindes cervantinos, 1976.
- Don Quijote como forma de vida, 1978.
- Dintorno de una época dorada, Madrid: José Porrúa Turanzas, 1978.
- Historia de la literatura española 2. Renacimiento y Barroco, Madrid: Taurus, 1982.
- «La Galatea» de Cervantes cuatrocientos años después: Cervantes y lo pastoril, Newark: Juan de la Cuesta, 1985.
- Lecturas del temprano Renacimiento a Valle-Inclán, 1994.
- Cancionero del almirante don Fadrique Enríquez, 1997.
- Amadís de Gaula: el primitivo y el de Montalvo, México: Fondo de Cultura Económica, 1990.
- La épica colonial, Pamplona: Ediciones Universidad de Navarra, 2000.
- Las novelas y sus narradores, 2006.

### Ediciones
- Ed., prólogo y notas a Miguel de Cervantes, La Galatea, Madrid: Espasa Calpe, 1961, 2 vols.
- Ed. de Gonzalo Fernández de Oviedo, Sumario de la natural historia de las Indias,  Salamanca, Anaya, 1963.
- Ed. de Juan Valera, Morsamor: peregrinaciones heroicas y lances de amor y fortuna de Miguel de Zuheros y Tiburcio de Simahonda, Barcelona: Labor, 1970.
- Ed. de Ruy Díaz de Guzmán, Dos relaciones inéditas de Ruy Díaz de Guzmán [S.l.: s.n., 1970]
- Ed. de Miguel de Cervantes, Don Quijote de la Mancha, Madrid, Alhambra, 1979.
- Ed de Miguel de Cervantes, Novelas ejemplares, Madrid: Castalia, 1982-1989, 3 vols.
- Ed. de Miguel de Cervantes, Ocho entremeses, Englewood Cliffs, N.J.: Prentice-Hall 1970.
- Antología de El Inca Garcilaso en sus 'Comentarios'. (Antología vivida), Madrid: Gredos, 1970.
- Coeditor de Enciclopedia cervantina, 1973; y Suma Cervantina, 1974.
- Ed. de Lope de Vega, El peregrino en su patria, Madrid: Editorial Castalia, 1973.
- Ed. de Gonzalo Fernández de Oviedo, Las memorias de Gonzalo Fernández de Oviedo, Chapel Hill, University of North Carolina - Dept. of Romance Languages, 1974.
- Ed. de Miguel de Cervantes, Los trabajos de Persiles y Sigismunda, Madrid: Castalia, 1984 y 1986.
- Ed. de Garci Rodríguez de Montalvo, Amadís de Gaula, Barcelona: Círculo de Lectores, 1984 (reed.: Madrid: Espasa Calpe, 1991 y 2008).
- Ed., con Gregorio Cervantes Martín, de Lope de Vega, Las hazañas del segundo David: auto sacramental autógrafo y desconocido, Madrid: Gredos, 1985.
- Ed. de Gonzalo Fernández de Oviedo, Batallas y quinquagenas, Salamanca: Ediciones de la Diputación de Salamanca, 1989.
- Ed., con Emilio Blanco, de Jorge de Montemayor, Poesía completa, Madrid: Biblioteca Castro, 1996.
- Ed., con Juan Montero, de Jorge de Montemayor, Diana, Barcelona: Crítica, 1996.